# Alexander Menschtschikow (Biathlet)
Alexander Menschtschikow (russisch Александр Меньщиков; * 17. Januar 1974 in der Koktschetawskaja Oblast) ist ein ehemaliger kasachischer Biathlet.
Alexander Menschtschikow lebt im Gebiet Kökschetau und arbeitet als Lehrer. Er begann 1987 mit dem Biathlonsport und startete für den Zentralen Armeesportklub. Nach der Auflösung der Sowjetunion bekam er die Chance, an internationalen Rennen teilzunehmen. Mehrfach startete er im Weltcup, erreichte aber nur hintere Plätze. Bei den Biathlon-Weltmeisterschaften 1995 in Antholz nahm er mit Waleri Iwanow, Dmitri Pantow und Dmitri Posdnjakow am Staffelrennen teil und wurde 15. Karrierehöhepunkt und -abschluss waren die Olympischen Winterspiele 1998 in Nagano, bei denen er mit Pantow, Posdnjakow und Iwanow im Staffelrennen antrat und den 16. Rang belegte.

## Biathlon-Weltcup-Platzierungen
Die Tabelle zeigt alle Platzierungen (je nach Austragungsjahr einschließlich Olympische Spiele und Weltmeisterschaften).
- 1.–3. Platz: Anzahl der Podiumsplatzierungen
- Top 10: Anzahl der Platzierungen unter den ersten zehn (einschließlich Podium)
- Punkteränge: Anzahl der Platzierungen innerhalb der Punkteränge (einschließlich Podium und Top 10)
- Starts: Anzahl gelaufener Rennen in der jeweiligen Disziplin

| Platzierung                                    | Einzel | Sprint | Verfolgung | Massenstart | Team | Staffel | Gesamt |
| ---------------------------------------------- | ------ | ------ | ---------- | ----------- | ---- | ------- | ------ |
| 1. Platz                                       |        |        |            |             |      |         |        |
| 2. Platz                                       |        |        |            |             |      |         |        |
| 3. Platz                                       |        |        |            |             |      |         |        |
| Top 10                                         |        |        |            |             |      |         |        |
| Punkteränge                                    |        |        |            |             |      | 2       | 2      |
| Starts                                         |        | 2      |            |             |      | 2       | 4      |
| Stand: Karriereende, Daten wohl nicht komplett |        |        |            |             |      |         |        |